# Amt Warburg-Land
Das Amt Warburg-Land (bis 1932 Amt Warburg) war ein bis 1974 bestehendes Amt im ostwestfälischen Kreis Warburg in Nordrhein-Westfalen. Seine historischen Vorgänger waren die Go- und Freigrafschaft Warburg sowie der Kanton Warburg.

## Vorgeschichte

### Die Frei- und Gografschaft Warburg
Die bereits im frühen Mittelalter entstandene Frei- und Gografschaft Warburg war bis zu den Napoleonischen Kriegen eine Verwaltungseinheit im Hochstift Paderborn. Zu ihr gehörten die Städte Warburg und Calenberg sowie die Orte Bonenburg, Dalheim, Germete, Herlinghausen, Menne, Nörde, Ossendorf, Rimbeck, Scherfede, Welda, Westheim und Wormeln.

### Der Kanton Warburg
Nachdem das Gebiet des Hochstifts 1807 an das Königreich Westphalen gefallen war, wurden neue Verwaltungsstrukturen nach französischem Vorbild geschaffen; meistens ohne Berücksichtigung historischer Gebietsgrenzen. Zum Kanton Warburg gehörten die Stadt Warburg sowie die Gemeinden Bonenburg, Dössel, Hohenwepel, Menne, Nörde, Ossendorf, Rimbeck und Scherfede. Der Kanton gehörte zum Distrikt Höxter im Departement der Fulda. Mehrere andere Orte der alten Grafschaft wurden den Kantonen Niedermeiser und Volkmarsen im Distrikt Kassel des Königreichs zugeteilt. Im Jahre 1810 hatte der Kanton Warburg 5994 Einwohner.
1816 wurde der Kanton Warburg, zu dem nun auch wieder die 1807 in den Distrikt Kassel umgegliederten Gemeinden gehörten, dem neuen Kreis Warburg zugeschlagen und bestand in diesem als Verwaltungsbezirk fort. Die Stadt Warburg erhielt 1836 die preußische revidierte Städteordnung und wurde dadurch verwaltungstechnisch von den umliegenden Gemeinden abgetrennt.

## Das Amt Warburg bzw. Warburg-Land
Im Rahmen der Einführung der westfälischen Landgemeinde-Ordnung von 1841 wurden aus den unterhalb der Kreisebene bestehenden Verwaltungsbezirken, sofern es sich nicht um Städte gemäß der revidierten Städteordnung handelte, Ämter gebildet. Im Kreis Warburg wurde dadurch aus dem Verwaltungsbezirk Warburg das Amt Warburg. Das Amt gliederte sich in die 14 Gemeinden Bonenburg, Calenberg, Dalheim, Dössel, Germete, Herlinghausen, Hohenwepel, Menne, Nörde, Ossendorf, Rimbeck, Scherfede, Welda und Wormeln, von denen keine das Stadtrecht besaß. Verwaltungssitz war die Stadt Warburg, die selbst dem Amt nicht angehörte. Im Jahre 1911 wurde das Amtshaus an der Kasseler Straße in Warburg bezogen. Dieses Gebäude wurde bis zum 1. Januar 1975 als Amtsverwaltung verwendet.
Das Amt Warburg wurde am 30. Januar 1932 in Amt Warburg-Land umbenannt. Sein Umfang blieb dabei unverändert.
Die Gemeinden des Amtes hatten bei der letzten Volkszählung vor der Amtsauflösung Mitte 1970 eine Wohnbevölkerung von 12.228 Einwohnern. Bei einer Fläche von 113,77 km² ergibt sich eine durchschnittliche Bevölkerungsdichte von 107 Einwohnern pro Quadratkilometer, die über dem Kreisdurchschnitt von 88 Einwohnern pro Quadratkilometer lag. Damit war das Amt das zweitkleinste des Kreises und gleichzeitig das mit der höchsten Bevölkerungsdichte. Die folgende Übersicht zeigt die 14 Gemeinden mit Bevölkerungs- und Gebietsstand vom 27. Mai 1970:
| Name             | Einwohner | Fläche in km² |
| ---------------- | --------- | ------------- |
| Bonenburg        | 1.040     | 12,38         |
| Calenberg        | 414       | 3,87          |
| Dalheim          | 127       | 3,38          |
| Dössel           | 612       | 4,90          |
| Germete          | 733       | 4,52          |
| Herlinghausen    | 388       | 2,71          |
| Hohenwepel       | 658       | 7,20          |
| Menne            | 723       | 4,57          |
| Nörde            | 715       | 6,44          |
| Ossendorf        | 1.110     | 6,49          |
| Rimbeck          | 1.351     | 11,00         |
| Scherfede        | 3.021     | 30,61         |
| Welda            | 796       | 9,18          |
| Wormeln          | 540       | 6,56          |
| Amt Warburg-Land | 12.228    | 113,81        |

Aufgrund § 31 des Sauerland/Paderborn-Gesetzes vom 5. November 1974 schlossen sich die Gemeinden des Amtes mit der Gemeinde Daseburg des Amtes Borgentreich und der Stadt Warburg zum 1. Januar 1975 zur neuen Stadt Warburg zusammen. Das Amt Warburg-Land wurde aufgelöst. Rechtsnachfolgerin ist die Stadt Warburg.

## Einwohnerentwicklung
| Jahr | Einwohner | Quelle |
| ---- | --------- | ------ |
| 1843 | 07.863    | [ 9 ]  |
| 1871 | 08.177    | [ 9 ]  |
| 1910 | 09.047    | [ 10 ] |
| 1939 | 09.572    | [ 11 ] |
| 1950 | 13.577    | [ 12 ] |
| 1961 | 11.561    | [ 12 ] |
| 1970 | 12.228    | [ 12 ] |

## Geographie
Das Amt Warburg-Land lag im Südwesten des Kreises Warburg. Das Amt umschloss die Stadt Warburg zu großen Teilen, daneben grenzten an das Amt im Uhrzeigersinn beginnend im Norden die Ämter Peckelsheim und Borgentreich (Kreis Warburg), die hessischen Landkreise Hofgeismar und Waldeck sowie der Kreis Büren.

## Amtmänner
Von der Gründung bis 1945 stand ein Amtmann dem Amt vor.
- 1843-18??         Ramus (vorher Cantonatsbeamte in Rösebeck)
- 1888-04/1906      Grohstück
- 04/1906- 09/1906  Rose Calenberg, 1. Beigeordneter (interims)
- 10/1906–1933      Wortmann
- 1933              Wiegard (interims)
- 1933–1945         Mues

Zu der Funktion des Amtmannes zählte auch die Einführung der neuen Ortsvorsteher.

## Amtsdirektoren und Amtsbürgermeister
Die Amtsverwaltung wurde seit 1945 geleitet von einem Amtsbürgermeister (ehrenamtlich) und einem Amtsdirektor (hauptamtlich).

### Amtsdirektoren
- 1945–1956: Josef Hillebrand, Welda
- 1956–1967: Josef Wiemers, Dössel
- 1969–1975: Ludwig Blömeke, Bad Driburg (ab 1975 Stadtdirektor von Warburg)

### Amtsbürgermeister
- 1945-195? Fust, Germete
- 195?-1956 Eduard Paal, Hardehausen
- 1956–1969: Gerd Ritgen, Wormeln
- 1969-Ende 1974: Josef Albers, Ossendorf